# Christian Barthen
Christian Barthen (* 30. März 1984 in Saarbrücken) ist ein deutscher Organist, Pianist, Cembalist und Kirchenmusiker.

## Biografie
Barthen wurde schon während seiner Schulzeit als Jungstudent in die Orgelklasse von Wolfgang Rübsam an der Hochschule für Musik Saar in Saarbrücken aufgenommen. Nach dem Abitur am Willi-Graf-Gymnasium Saarbrücken studierte er, ebenfalls an der Hochschule für Musik Saar, in den Orgelklassen von Wolfgang Rübsam und Andreas Rothkopf und in den Klavierklassen von Robert Leonardy und Jean Micault.
Ein weiterer Studienschwerpunkt, mit dem er sich im Rahmen eines Cembalostudiums bei Lutz Gillmann befasst hat, ist die Alte Musik. 2011/12 führten ihn private Studien zu Philippe Lefebvre an die Kathedrale Notre-Dame von Paris.
Seine Studien schloss er mit dem A-Examen für Evangelische Kirchenmusik (Master of Church Music A), dem Diplom in Musikpädagogik für Klavier und Cembalo sowie der Konzertreifeprüfung mit Auszeichnung (Master of Arts - Organ Performance) ab.
Darüber hinaus  nahm er 2012 ein Orgelstudium in der Solistenklasse von Ludger Lohmann an der Hochschule für Musik und Darstellende Kunst Stuttgart auf,  welches er 2014 mit dem Konzertexamen (Soloist Diploma – Organ Performance) abschloss.
Zudem geht er daneben einer umfangreichen Tätigkeit als Konzertorganist in Deutschland und dem europäischen Ausland nach. Sein Repertoire umfasst alle Epochen und Stile, sein besonderes Interesse gilt jedoch der Orgelmusik des 19. und 20. Jahrhunderts sowie dem Orgelwerk von Johann Sebastian Bach.
Seit 1997 arbeitete er als Kirchenmusiker an unterschiedlichen Standorten im Saarland. So war er unter anderem Assistent von Theo Brandmüller an der Ludwigskirche in Saarbrücken.
Von März 2015 bis Februar 2020 war er Organist der großen Link-Orgel und Kantor der evangelischen Stadtkirche in Giengen an der Brenz. Ab März 2020 war er Kantor der evangelischen Kirche St. Anna in Augsburg und folgte in dieser Funktion dem in den Ruhestand getretenen Michael Nonnenmacher nach. 2022 wurde er zum Organisten am Berner Münster gewählt.  Zudem wurde er als Dozent für Orgel an die Hochschule der Künste Bern berufen. Seine Stelle trat er zum 1. November 2022 an.

## Preise und Auszeichnungen (Auswahl)
- 2006: 1. Preis beim „Horst-Dieter Veeck“ Orgelwettbewerb der Hochschule für Musik Saar
- 2006: 1. Preis beim internationalen Orgelwettbewerb Förderpreis Musik im Kloster Saarn der Stadt Mülheim an der Ruhr[4]
- 2007: Stipendium der Elisabeth-und-Bruno-Meindl-Stiftung
- 2007: 2. Preis beim internationalen „Johann Sebastian Bach“ Orgelwettbewerb der Landeshauptstadt Wiesbaden[5]
- 2007: Publikumspreis beim internationalen „Johann Sebastian Bach“ Orgelwettbewerb der Landeshauptstadt Wiesbaden
- 2008:1. Preis beim internationalen Klavierwettbewerb „Madeleine de Valmalète“ der Stadt Paris, als Klavierduo mit der Pianistin Maria Haupenthal[6]
- 2010: 2. Preis beim internationalen Orgelwettbewerb „Grand Prix de Chartres“[7]
- 2011: 2. Preis beim internationalen Orgelwettbewerb der Stadt Korschenbroich
- 2011: 1. Preis beim internationalen Orgelwettbewerb von St. Maurice d´Agaune[8]
- 2011: Franz Liszt-Sonderpreis beim internationalen Orgelwettbewerb von St. Maurice d´Agaune

## Diskografie
Max Reger: Orgelwerke Vol. 13.
- Fantasie und Fuge c-Moll op. 29; Nr. 7–12 aus den Monologen op. 63; 1. Sonate fis-Moll op. 33.
  - Steinmeyer-Orgel (1911) der Christuskirche in Mannheim. Naxos 8.572906

Max Reger: Orgelwerke Vol. 16.
- Drei Orgelstücke op. 7; „Die Schule des Triospiels“; Nr. 36–38 aus den 52 Choralvorspielen op. 67; Präludium und Fuge c-Moll o. op.; Präludium und Fuge d-Moll o. op.; Toccata und Fuge in d-Moll BWV 913.
  - Rieger/Sauer-Orgel im Dom zu Fulda. Naxos 8.572909

Orgelwerke ... großen Stils
- Max Reger: Zwei Choralfantasien op. 40; Louis Vierne: Symphonie Nr. 6 op. 59.
  - Späth-Orgel (1924/25) der Pfarrkirche St. Michael in Saarbrücken. ifo classics ORG 7255.2

## Videografie
Christian Barthen veröffentlicht seit 2008 Musikvideos bei YouTube. Sein Kanal  enthält u. a. Werke von Jehan Alain (Litanies), Johann Sebastian Bach (Orgelwerke BWV 521, 525, 526, 528, 529, 530, 532, 533, 534, 537,  539, 542, 543, 544, 545, 547, 549, 551, 564, 565, 566, 577, 593, 645, 646, 647, 648, 649, 1061), Marcel Dupré (Deux Esquisses opus 42 No. 2, Prélude et fugue en si majeur opus 7/1, Prélude et Fugue en la bémol majeur op. 36/2), Max Reger (Choralfantasie „Wie schön leuchtet der Morgenstern“, Choralfantasie: „Wachet auf, ruft uns die Stimme“, Fantasie und Fuge opus 135b), Julius Reubke (Sonate über den 94. Psalm). Die Aufrufzahlen lagen im Juli 2022 bei über 1.100.000 Aufrufen.